# Rola Bola

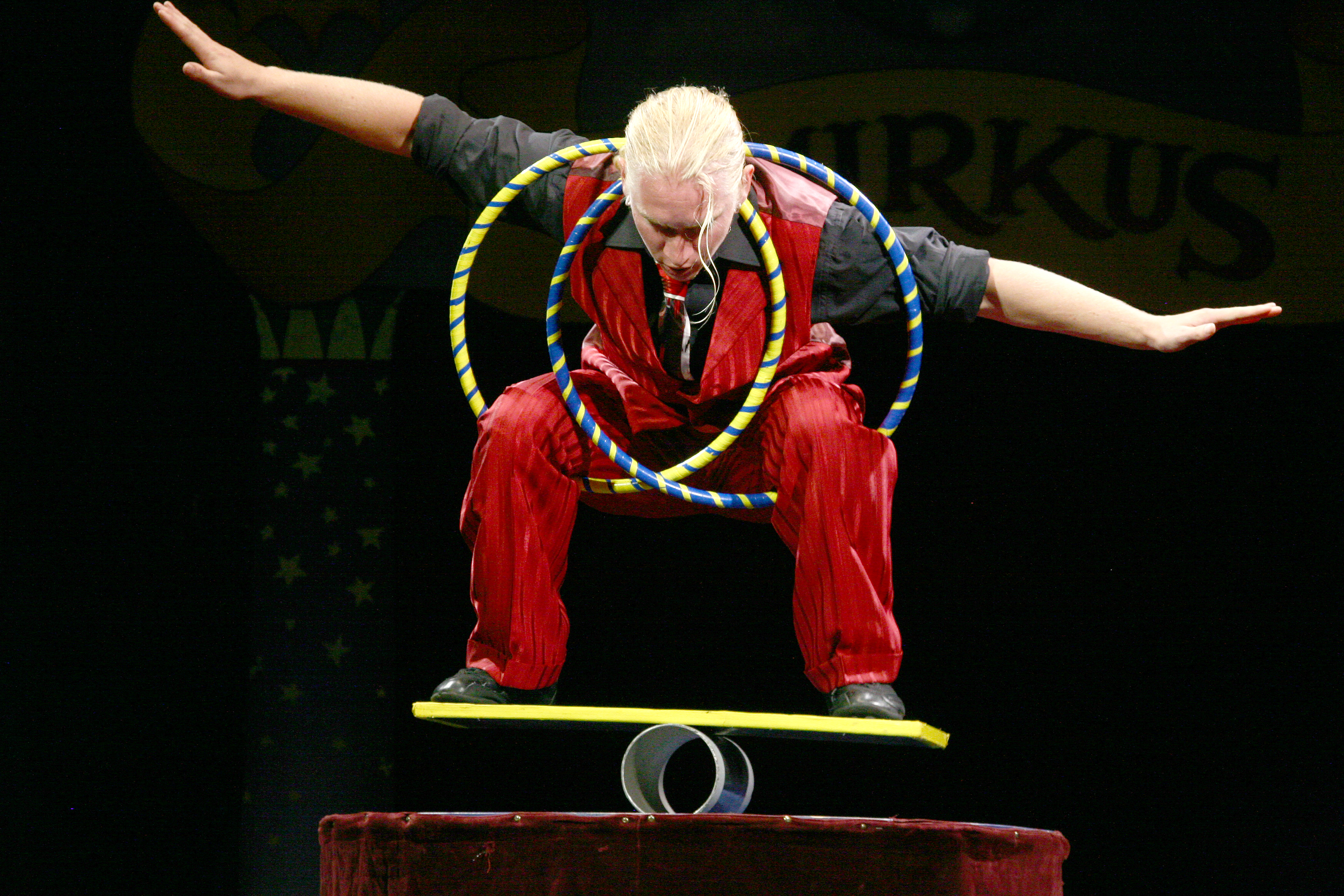
Equilibrista sobre rola bola

El rola bola es un aparato para hacer equilibrios compuesto de un tablón sobre un cilindro sobre los cuales una persona se balancea. El tablón oscila hacia los lados sobre el cilindro como un balancín pero cuyo punto de apoyo cambia de izquierda a derecha conforme el cilindro rueda debajo del tablón.
Es una disciplina clásica de circo. El desafío es realizar distintos movimientos y figuras, y no sólo quedarse parado sobre éste. Los rola bolas pueden colocarse uno sobre otro de varias maneras para incrementar la dificultad.

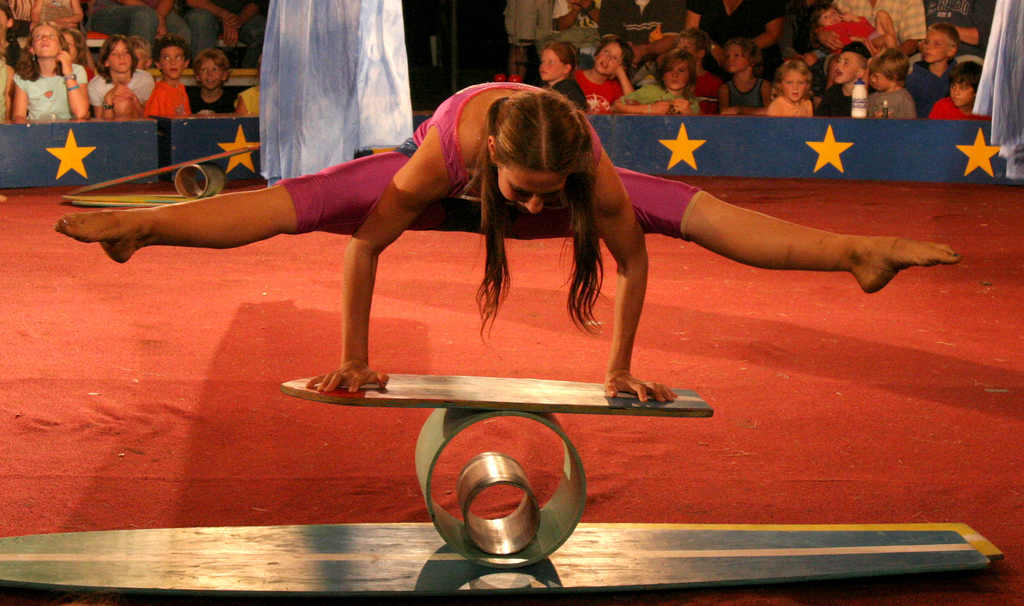
Una mujer se mantiene en equilibrio sobre un rola bola apoyándose en sus manos

Otras artes del circo también pueden presentarse sobre un rola bola, por ejemplo: juegos malabares, danzas de fuego (con antorchas, cariocas de fuego o Bastón del diablo de fuego), Hula hoop o acrobacias.
Un rola bola también se puede usar por más de una persona a la vez. Por ejemplo, dos personas pueden pararse juntas en el tablón mirándose entre sí y sujetándose las manos. Trucos tales como girar y pararse de manos también resultan posibles.

## Materiales
El cilindro del rola bola generalmente es de madera, PVC o tubo metálico. El PVC puede resultar resbaladizo y arquearse si no es lo suficientemente grueso. Alternativamente, se puede utilizar una bola grande como las de bowling. Para el tablón se puede emplear pino o contrachapado.